# Будинок Чернявського
Будинок Чернявського — будинок в якому певний час мешкав поет, педагог і земський діяч Чернявський Микола Федорович.

## Історія
У 1903 році Микола Федорович Чернявський переїхав у свій будинок. Того ж року у нього зупинився відомий український письменник, громадський діяч і голова Просвіти в Чернігові Миха́йло Миха́йлович Коцюби́нський.
У 1937 році було видано наказ на розстріл поета. Опівночі з 19 на 20 січня 1938 року він був розстріляний.
Нині будинок використовується як приватне майно. Біля парадного входу встановлено дві пам'ятні таблички, присвячені Чернявському і Коцюбинському.

## Зображення

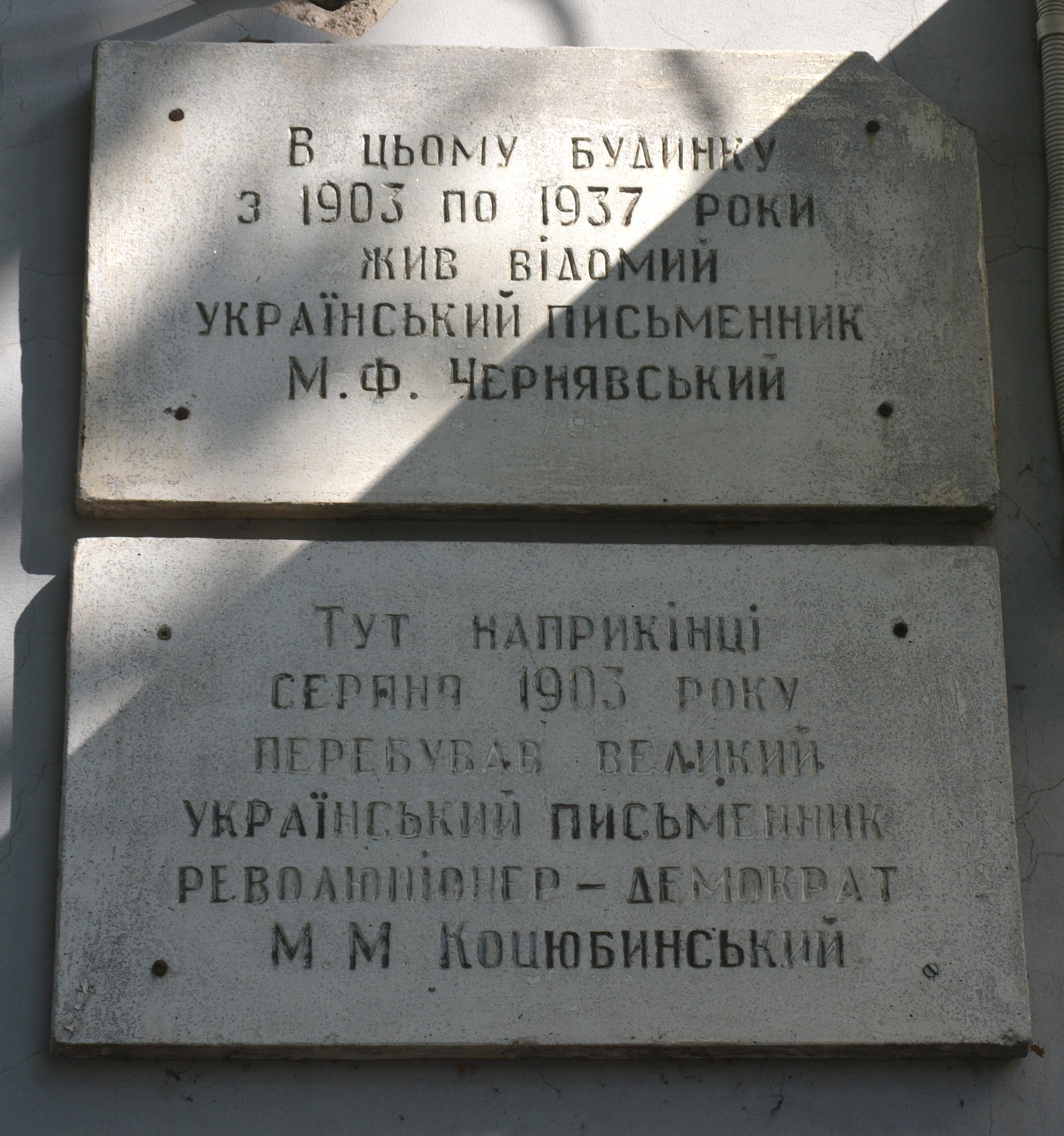
Меморіальні дошки на будинку Миколи Чернявського. Херсон, вул. Перекопська, 18